# Retroflexión
La retroflexión es un proceso psicológico que, en Terapia Gestalt supone la inhibición de la acción dirigiéndola hacia uno mismo. El sujeto se convierte en objeto y diana de su propia acción. Supone hacerse a sí mismo lo que querría hacerle a otro, o hacerse a sí mismo lo que querría que otro le hiciera.
En su forma patológica, la retroflexión se da cuando evitamos enfrentarnos al ambiente conduciendo la pulsión hacia nosotros mismos. Suele emerger así como renuncia o incapacidad para actuar sobre el mundo. Un ejemplo de disfunción en este mecanismo psicológico se da cuando experimentamos situaciones incómodas con un rechinar de dientes. Las úlceras y dolores de cabeza suelen también ser una represión de las acciones que nos despierta vivir la situación presente. El retroflector acaba convirtiéndose en enemigo de sí mismo por una escisión de la personalidad y falta de coordinación entre pensamiento y acción.
La retroflexión tiene una función de seguridad personal y por ello és útil en situaciones donde exponer la rabia o la cólera son perjudiciales para la salud del sujeto. Una retroflexión sana es la que se da en el autocontrol y la disciplina. Se retroflexiona cuando regulamos nuestra conducta de acuerdo a las exigencias de la situación, cuando tomamos atención en una actividad para aprender a desarrollarla o cuando regulamos el esfuerzo y la hidratación durante una actividad física.